# Lao Premier League 2024/25
Die Lao Premier League 2024/25 war die 35. Spielzeit der höchsten laotischen Fußballliga seit der offiziellen Einführung im Jahr 1990. Ausgetragen wurde der Wettbewerb vom laotischen Fußballverband. An dem Wettbewerb nahmen acht Mannschaften teil. Die Liga begann am 14. September 2024 und endete am 1. März 2025. Titelverteidiger war der Young Elephants FC.

## Teilnehmende Mannschaften
| Mannschaft                | Standort              | Stadion                         | Kapazitaet |
| ------------------------- | --------------------- | ------------------------------- | ---------- |
| Ezra FC                   | Vientiane             | Neues Nationalstadion von Laos  | 25.000     |
| IDESA Champasak United FC | Provinz Champasak     | Champasak-Stadion               | 11.000     |
| Lao Army FC               | Vientiane             | Army Stadium KM5                | 1.000      |
| Luang Prabang FC          | Provinz Luang Prabang | Luang Prabang Stadium           | 20.000     |
| Master 7 FC               | Vientiane             | Neues Nationalstadion von Laos  | 25.000     |
| Namtha United FC          | Luang Namtha          | Luang Namtha Provincial Stadium | 1.000      |
| Viengchanh FC             | Provinz Vientiane     | Neues Nationalstadion von Laos  | 25.000     |
| Young Elephants FC        | Vientiane             | Neues Nationalstadion von Laos  | 25.000     |

## Ausländische Spieler
Stand: Saisonende 2024/25
| Mannschaft                | Spieler 1       | Spieler 2      | Spieler 3        | Spieler 4        | Spieler 5    | Spieler 6                 | Spieler 7 | Ehemalige Spieler                                                           |
| ------------------------- | --------------- | -------------- | ---------------- | ---------------- | ------------ | ------------------------- | --------- | --------------------------------------------------------------------------- |
| Ezra FC                   | Takumi Ito      | Reo Nakamura   |                  |                  |              |                           |           |                                                                             |
| IDESA Champasak United FC |                 |                |                  |                  |              |                           |           |                                                                             |
| Lao Army FC               |                 |                |                  |                  |              |                           |           |                                                                             |
| Luang Prabang FC          | Takumi Tomizawa | Shian Kawasaki | Tsukasa Watanabe | Kosuke Asano     | Jed          |                           |           | Hiromasa Ishikawa Muhammad Mishbah                                          |
| Master 7 FC               | Jun Kochi       | Hugo Zambrano  | Olagar Xavier    |                  |              |                           |           | George Thomas Saad Elmokanen Mohamed Mostafa Bagus Ilham Mishbah al-Mashuri |
| Namtha United FC          | Saad Elmokanen  | Jo Yong-hyun   | Shota Atsumi     | Yusei Shimomura  | Ren Yoshioka | Naomiki Takahashi         |           | Kenshin Uneo Shinzaburo Nakayama                                            |
| Viengchanh FC             | Mohamed Rifaat  | Yusaku Wasaki  |                  |                  |              |                           |           | Mohamed Abed Edema Aziku Gunyargon Charnsmut Mustafa Adel Rifaat El Shenawy |
| Young Elephants FC        | Maycom          | Ryōsuke Maeda  | Shogo Akiba      | Takumu Nishihara | Yuta Suzuki  | Shokhrukh Makhmudkhozhiev |           | Saveliy Abramov Brylian Aldama                                              |

## Tabelle
| Pl.                       | Verein                    | Sp. | S  | U | N  | Tore    | Diff. | Punkte |
| ------------------------- | ------------------------- | --- | -- | - | -- | ------- | ----- | ------ |
| 1.                        | Ezra FC                   | 14  | 12 | 2 | 0  | 056:130 | +43   | 38     |
| 2.                        | Young Elephants FC (M)    | 14  | 11 | 1 | 2  | 041:120 | +29   | 34     |
| 3.                        | Master 7 FC               | 14  | 9  | 2 | 3  | 040:180 | +22   | 29     |
| 4.                        | Luang Prabang FC          | 14  | 8  | 0 | 6  | 028:190 | +9    | 24     |
| 5.                        | Lao Army FC               | 14  | 5  | 1 | 8  | 028:380 | −10   | 16     |
| 6.                        | Namtha United FC          | 14  | 3  | 3 | 8  | 023:240 | −1    | 12     |
| 7.                        | Viengchanh FC             | 14  | 1  | 3 | 10 | 014:580 | −44   | 06     |
| 8.                        | IDESA Champasak United FC | 14  | 1  | 0 | 13 | 015:630 | −48   | 03     |
| Stand: Saisonende 2024/25 |                           |     |    |   |    |         |       |        |

| Laotischer Meister und Teilnahme an der Qualifikation zur AFC Challenge League. |

## Torschützenliste
Saisonende 2024/25
| Platz | Spieler                 | Mannschaft                | Tore |
| ----- | ----------------------- | ------------------------- | ---- |
| 1.    | Takumu Nishihara        | Young Elephants FC        | 26   |
| 2.    | Peter Phanthavong       | Ezra FC                   | 20   |
| 3.    | Chony Wenpaserth        | Ezra FC                   | 11   |
| 4.    | Jed                     | Luang Prabang FC          | 8    |
| 4.    | Damoth Thongkhamsavath  | Ezra FC                   | 8    |
| 6.    | Keoviengphet Lithideth  | Master 7 FC               | 7    |
| 6.    | Sisawad Dalavong        | Lao Army FC               | 7    |
| 6.    | Soukphachan Lueanthala  | Master 7 FC               | 7    |
| 6.    | Cham Vanpaserth         | Luang Prabang FC          | 7    |
| 6.    | Souksavanh Hopchakkawan | Namtha United FC          | 7    |
| 11.   | Phetsamone Sihatheb     | IDESA Champasak United FC | 6    |
| 12.   | Tee Sihalath            | Lao Army FC               | 5    |
| 12.   | Phousomboun Panyavong   | Lao Army FC               | 5    |
| 14.   | Phoutdavy Phommasane    | Master 7 FC               | 4    |
| 14.   | Anantaza Siphongphan    | Ezra FC                   | 4    |
| 14.   | Phoutthalak Thongsanith | Ezra FC                   | 4    |
| 14.   | Ren Yoshioka            | Namtha United FC          | 4    |

## Weiße Weste (Clean Sheets)
Stand: Saisonende 2024/25
| Platz | Spieler                   | Mannschaft         | Clean sheets |
| ----- | ------------------------- | ------------------ | ------------ |
| 1.    | Kop Lokphathip            | Ezra FC            | 7            |
| 2.    | Takumi Tomizawa           | Luang Prabang FC   | 5            |
| 3.    | Solasak Thilavong         | Young Elephants FC | 4            |
| 4.    | Jun Kochi                 | Master 7 FC        | 3            |
| 5.    | Keo-Oudone Souvannasangso | Lao Army FC        | 2            |
| 6.    | Santisouk Khamphanouvong  | Namtha United FC   | 1            |
| 6.    | Outthilath Nammakhoth     | Young Elephants FC | 1            |
| 6.    | Phounin Sayasone          | Ezra FC            | 1            |
| 6.    | Anoulak Vilaphonh         | Young Elephants FC | 1            |
| 6.    | Xaysavath Souvanhnasok    | Namtha United FC   | 1            |